# Ilois
Ilois (ili Chagosanci) je naziv za stanovništvo otoka Diego Garcia u Indijskom oceanu.
Ilois su potomcu istočnoindijskih radnika i afričkih robova dovedenih na otok u 18. i 19. stoljeću za raditi na plantažama kokosa i kopre.
Iloisi su raseljeni 1973., tako što ih se preselilo na Sejšele i Mauricijus, a danas njihova najveća zajednica u gradu Crawley, West Sussex, u Engleskoj, po podacima iz 2016., broji oko 3.000 članova. Raseljeni optužuju vlasti Ujedinjenog Kraljevstva i SAD-a da su se služili taktikama izgladnjivanja, zastrašivanja, a među optužbama, navodi se i ubijanje otočkih pasa od strane američkih vojnika.
Generalna skupština UN-a 22. svibnja 2019. usvojila je rezoluciju kojom se traži od Ujedinjenog Kraljevstva da Arhipelag Chagos preda Mauricijusu u roku od šest mjeseci.